# Deux de trèfle
Le deux de trèfle (2♣) est une des cartes à jouer traditionnelles en Occident. Elle apparaît dans les jeux de 52 cartes et dans certains jeux de tarot, mais pas dans les jeux de 32 cartes. Il s'agit d'une valeur dont l'enseigne est le trèfle. C'est donc d'une carte de couleur noire. Elle est la première carte qui doit être jouée dans le jeu de la Dame de Pique.

## Symbole Unicode
Le deux de trèfle fait l'objet d'un encodage Unicode :
- U+1F0D2 🃒 playing card two of clubs (HTML : &#127186;)